# جیمز شیمس
جیمز آلن شیمس (انگلیسی: James Allan Schamus؛ زادهٔ ۷ سپتامبر ۱۹۵۹) یک تهیه‌کننده و فیلم‌نامه‌نویس اهل ایالات متحده آمریکا و از بنیانگذاران و مدیر عامل فوکوس فیچرز است.
شیمس تا کنون فیلم‌های موفق بسیاری همچون ببر خیزان، اژدهای پنهان را به کارگردانی آنگ لی، سینماگر به‌نام تایوانی تولید کرده است. «کوهستان بروکبک» و «خطر و شهوت»، از جملهٔ این فیلم‌هاست. «کوهستان بروکبک» در سال ۲۰۰۵، جایزهٔ اسکار بهترین فیلم را به دست آورد. فیلم‌های «۸ زن» از فرانسوا اوزون و «پیانیست»، به کارگردانی رومن پولانسکی نیز در شرکت تولیدی Good Machine که به او تعلق دارد، تولید شده است.
وی در شصت و چهارمین جشنواره بین‌المللی فیلم برلین به ریاست هیئت داوران جشنواره برگزیده شد.